# Mainleus
Mainleus è un comune tedesco di 6 715 abitanti, situato nel land della Baviera.

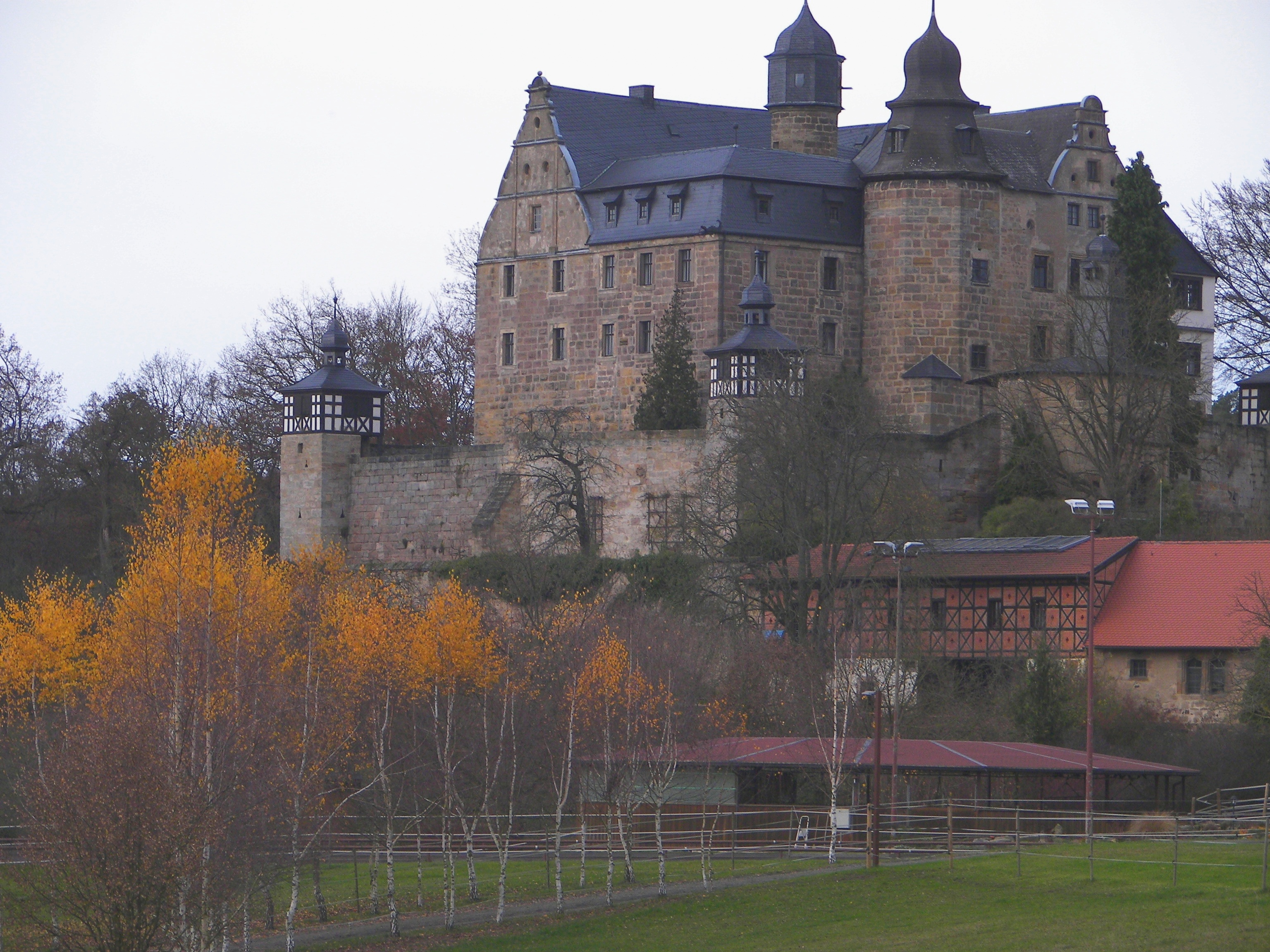
Wernstein Castle

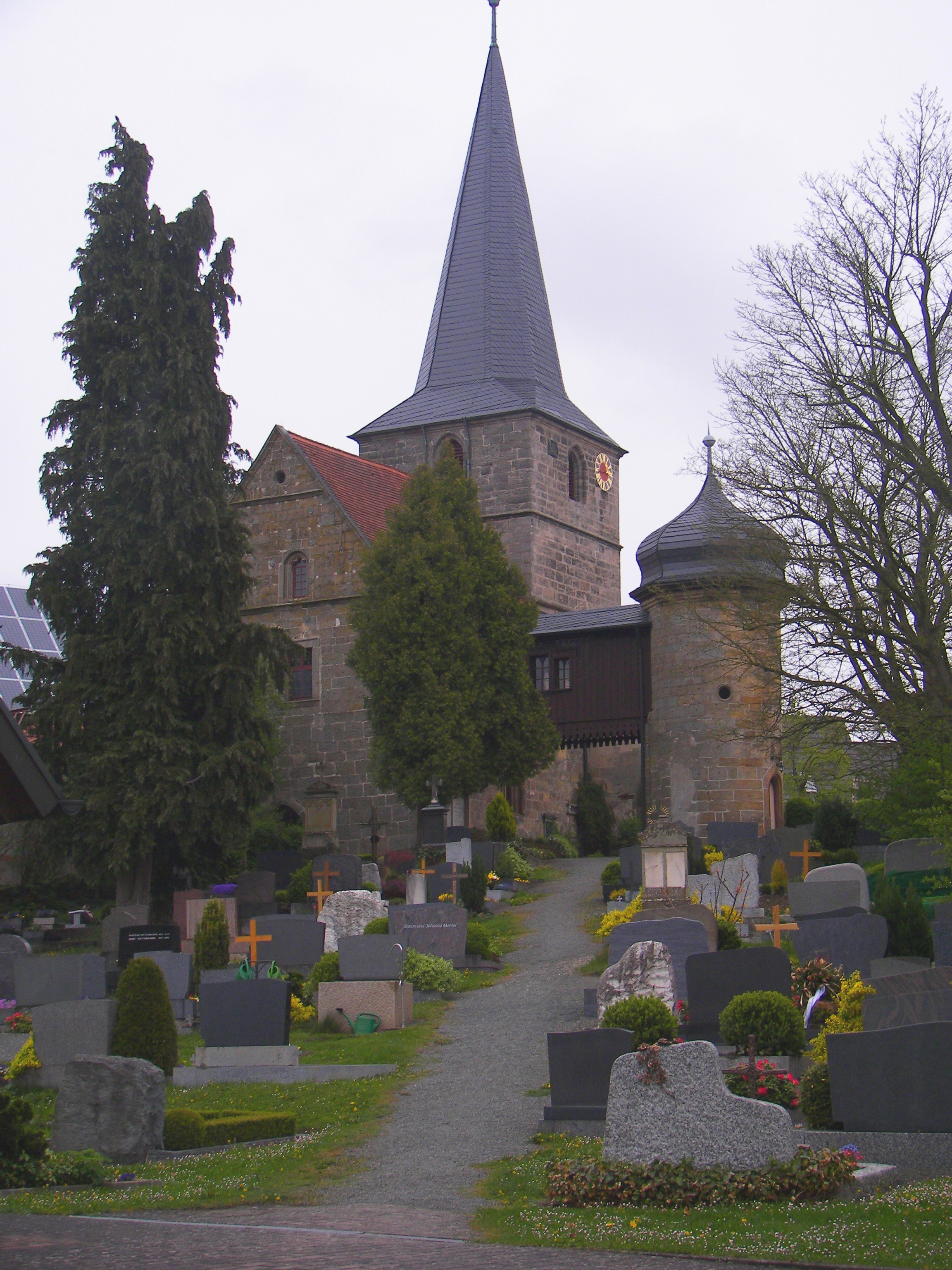
Church an cemetery of Veitlahm

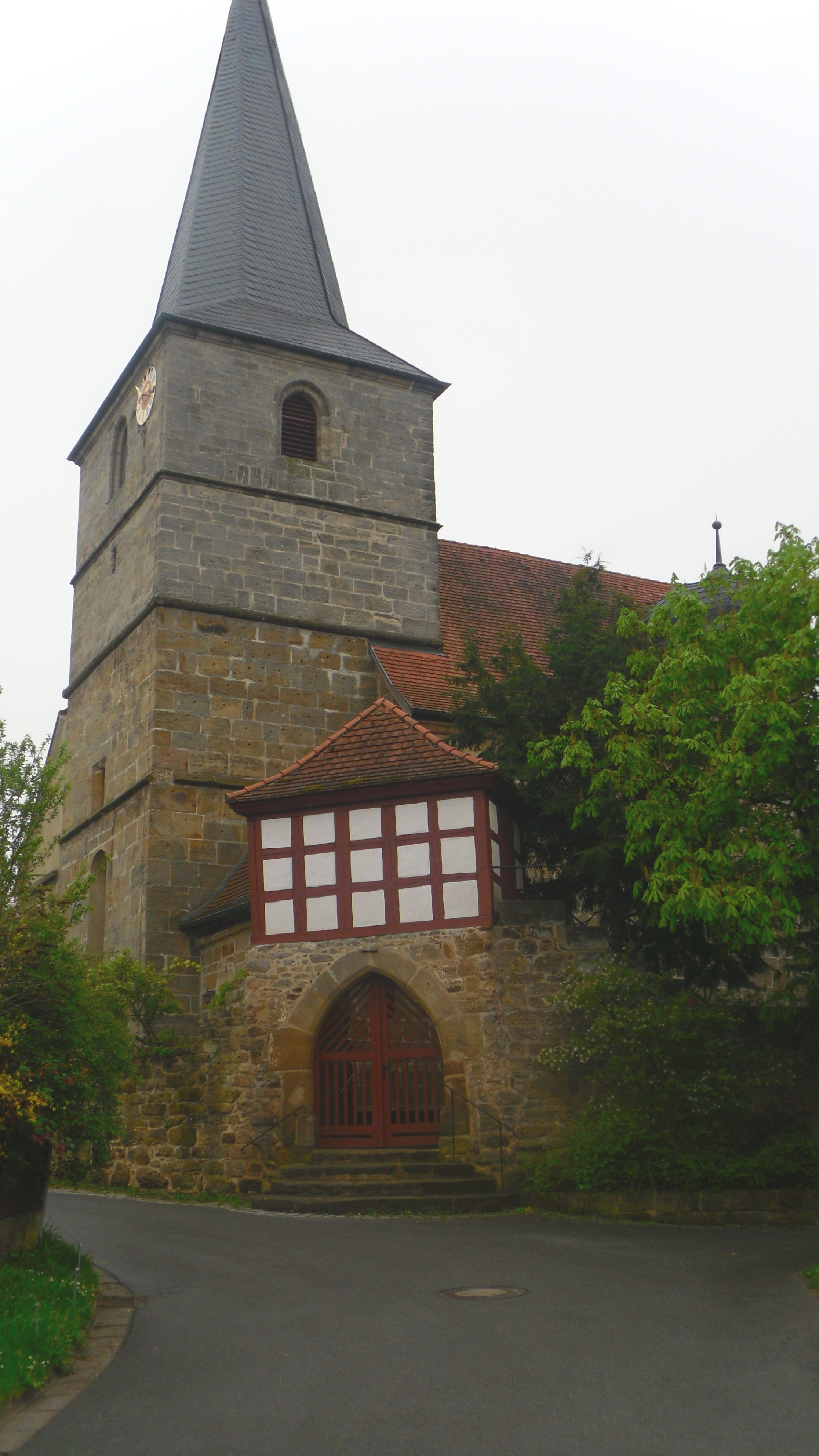
Church of Veitlahm